# József Tóth (geógrafo)
József Tóth (18 de marzo de 1940-7 de febrero de 2013) fue un geógrafo y profesor húngaro, que ocupó el cargo de Rector de la Universidad de Pécs entre 1997 y 2003.

## Publicaciones seleccionadas
- Az urbanizáció népességföldrajzi vonatkozásai a Dél-Alföldön. A centrumok szerepe a népesség foglalkozási átrétegződésében és területi koncentrálódásában. Földrajzi Tanulmányok 14. Akadémiai Kiadó, Budapest, 1977. p. 142.
- Urbanizáció az Alföldön. Akadémiai Kiadó, Budapest, 1988. p. 200.
- A magyarság kulturális földrajza. Pro Pannonia Kiadói Alapítvány, Pécs, 1997. p. 226. (co-author with András Trócsányi)
- Általános népességföldrajz. Dialóg Campus Kiadó, Budapest–Pécs, 2001.
- A magyarság kulturális földrajza II. Pro Pannonia Kiadó, Pécs, 2002. p. 361. (co-author with András Trócsányi)